# Naval Postgraduate School
La Naval Postgraduate School és una universitat pública operada per la Marina dels Estats Units i situada a Monterey, Califòrnia. Ofereix màsters i doctorats en més de 70 camps d'estudi a les Forces Armades dels Estats Units, civils del DOD i socis internacionals.
Fundada el 1909, l'escola també ofereix beques de recerca a nivell postdoctoral a través del programa de recerca del National Academies' National Research Council.